# 鹿目由紀
鹿目 由紀（かのめ ゆき、1976年1月26日 - ）は福島県会津若松市出身の脚本家。南山大学文学部国語国文学科卒。
名古屋を拠点とした劇団あおきりみかんの主宰。また、劇作家・演出家も兼任。吉本総合芸能学院名古屋校講師。

## 受賞歴
- 2008年　名古屋市文化振興賞・戯曲部門・佳作
- 2008年　日本劇作家協会・東海支部プロデュース「劇王Ⅴ」・優勝
- 2008年　AAF戯曲賞・佳作
- 2009年　日本劇作家協会・東海支部プロデュース「劇王Ⅵ」・優勝
- 2009年　日本演出者協会主催 若手演出家コンクール2009 ・優秀賞受賞
- 2010年　日本劇作家協会・東海支部プロデュース「劇王Ⅶ」・優勝
- 2010年　第26回名古屋市文化振興事業団 芸術創造賞
- 2010年　日本演出者協会主催 若手演出家コンクール2010 ・優秀賞受賞
- 2010年　私と中合会津店エッセイ大賞・特別賞
- 2010年　第16回 日本劇作家協会新人戯曲賞
- 2010年　平成22年度 愛知県芸術文化選奨 文化新人賞
- 2011年　日本劇作家協会・東海支部プロデュース「劇王Ⅷ」・優勝
- 2013年　名古屋演劇ペンクラブ賞
- 2014年　松原英治・若尾正也記念演劇賞
- 2023年　虹の会演劇大賞

劇団・団体賞
- 2003年　シアターグリーンフェスティバルvol55・シアターグリーン大賞
- 2007年　愛知県芸術劇場演劇フェスティバル・グランプリ賞
- 2007年　名古屋市民芸術祭2007 ・審査員特別賞
- 2009年　名古屋市民芸術祭2009 ・名古屋市民芸術祭賞
- 2010年　愛知県芸術劇場演劇フェスティバル・グランプリ賞

## 主な作品

### 舞台劇
※詳細については劇団あおきりみかんを参照
- 舞台版中学生日記（中学生日記45周年企画、NHK）
- 劇団あおきりみかん作品（作・演出）
- 2006年　舞台WAYAYA丼（メ〜テレ）（脚本）
- 2007年　舞台版中学生日記（中学生日記45周年企画、NHK）（脚本）
- 2010年　スペースウォーズ（30-DELUX・オムニバスのうち１本を担当）（脚本）
- 2010年　愛と嘘っぱち（流山児★事務所）（脚本）
- 2012年　イロシマ（流山児★事務所）（脚本）
- 2013年　名古屋市文化振興事業団創立30周年記念事業　國語元年（演出）
- 2013年　舞台 鍵（東海テレビ主催）（作・演出）
- 2015年　海獣日和【札幌短編演劇フェスティバル優勝・劇王 天下統一大会2015第2位】（演出）
- 2015年　夢幻不条理劇　蜘の糸（東海テレビ主催）（作・演出）
- 2015年　朗読劇　HAKUTO〜白兎〜（演出　鴻上尚史　出演　中山美穂　中村メイコ　吉田照美）（脚本）
- 2016年　はなしあい（劇団東京ハイビーム）（脚本）
- 2016年　ミュージカル　はだしのゲン（総合劇集団俳優館）（脚本）
- 2016年　なごや万華鏡落語　あさきゆめみし（東海テレビ主催）（作・演出）
- 2016年　舞台　おそ松さん on STAGE ～SIX MEN'S SHOW TIME～（演出　小野真一）（脚本）
- 2016年　だましあい（劇団東京ハイビーム）（脚本）
- 2017年　天才の推理と凡人の心理（劇団東京ハイビーム）（脚本）
- 2017年　なごや万華鏡落語　あさきゆめみし（東海テレビ主催）（作・演出）
- 2018年　舞台　おそ松さん on STAGE ～SIX MEN'S SHOW TIME 2～（脚本）
- 2017年　なごや万華鏡落語　あさきゆめみし（東海テレビ主催）（作・演出）
- 2018年　舞台　おそ松さん on STAGE ～SIX MEN'S SHOW TIME 3～（脚本）
- 2019年　中村雅俊45thアニバーサリー公演　第一部　勝小吉伝 〜ああ わが人生最良の今日〜 （演出　鴻上尚史）（脚本）

### テレビドラマ
- 加藤家へいらっしゃい! 〜名古屋嬢っ〜（2004年、名古屋テレビ）佃典彦と共作
- 中学生日記（2005年～、NHK）一部の作品
- 金とく ドラマ マサさんがゆく～伊勢・志摩編～（2007年、NHK）
- モウソウ刑事!（2011年、東海テレビ）元木隆史と共作
- 黄金鯱伝説グランスピアー（2013年、東海テレビ）
- 生放送ドラマ　喜劇・娘が嫁ぐ日（2014年、NHK　主演　平田満）

### ラジオドラマ
- 青春アドベンチャー・私の彼はポアンカレ―（NHK-FM）
- FMシアター・観られる女（NHK-FM）
- 還暦刑事（CBCラジオ　主演　平泉成）
- 青春アドベンチャー・元中学生日記（2019年、NHK-FM）